# Mounaïm El Idrissy
Mounaïm El Idrissy (Martigues, 10 febbraio 1999) è un calciatore francese, attaccante del Troyes.

## Carriera

### Club
Nato in Francia, ma di origini marocchine, cresce nelle giovanili dell'Ajaccio. Debutta in prima squadra il 19 ottobre 2018, nella vittoria per 3-2 in Ligue 2 contro il Le Havre.
Trovo il suo primo gol tra i professionisti il 2 agosto 2019, in una partita di campionato contro il Grenoble, partita vinta grazie al suo gol arrivato all'87º minuto.
Nella stagione 2021-2022 contribuisce alla promozione in Ligue 1 dell'Ajaccio.

## Statistiche

### Presenze e reti nei club
Statistiche aggiornate al 17 maggio 2025.
| Stagione         | Squadra          | Campionato       | Campionato | Campionato | Coppe nazionali | Coppe nazionali | Coppe nazionali | Coppe continentali | Coppe continentali | Coppe continentali | Altre coppe | Altre coppe | Altre coppe | Totale | Totale |
| Stagione         | Squadra          | Comp             | Pres       | Reti       | Comp            | Pres            | Reti            | Comp               | Pres               | Reti               | Comp        | Pres        | Reti        | Pres   | Reti   |
| ---------------- | ---------------- | ---------------- | ---------- | ---------- | --------------- | --------------- | --------------- | ------------------ | ------------------ | ------------------ | ----------- | ----------- | ----------- | ------ | ------ |
| 2018-2019        | Ajaccio 2        | N3               | 15         | 7          | -               | -               | -               | -                  | -                  | -                  | -           | -           | -           | 15     | 7      |
| 2019-2020        | Ajaccio 2        | N3               | 2          | 3          | -               | -               | -               | -                  | -                  | -                  | -           | -           | -           | 2      | 3      |
| 2021-2022        | Ajaccio 2        | N3               | 1          | 0          | -               | -               | -               | -                  | -                  | -                  | -           | -           | -           | 1      | 0      |
| Totale Ajaccio 2 | Totale Ajaccio 2 | Totale Ajaccio 2 | 18         | 10         |                 | -               | -               |                    | -                  | -                  |             | -           | -           | 18     | 10     |
| 2018-2019        | Ajaccio          | L2               | 5          | 0          | CF+CdL          | 1+0             | 0               | -                  | -                  | -                  | -           | -           | -           | 6      | 0      |
| 2019-2020        | Ajaccio          | L2               | 21         | 5          | CF+CdL          | 1+2             | 0               | -                  | -                  | -                  | -           | -           | -           | 24     | 5      |
| 2020-2021        | Ajaccio          | L2               | 25         | 1          | CF              | 2               | 0               | -                  | -                  | -                  | -           | -           | -           | 27     | 1      |
| 2021-2022        | Ajaccio          | L2               | 26         | 3          | CF              | 1               | 0               | -                  | -                  | -                  | -           | -           | -           | 27     | 3      |
| 2022-2023        | Ajaccio          | L1               | 32         | 6          | CF              | 0               | 0               | -                  | -                  | -                  | -           | -           | -           | 32     | 6      |
| ago. 2023        | Ajaccio          | L2               | 3          | 0          | CF              | 0               | 0               | -                  | -                  | -                  | -           | -           | -           | 3      | 0      |
| Totale Ajaccio   | Totale Ajaccio   | Totale Ajaccio   | 112        | 15         |                 | 7               | 0               |                    | -                  | -                  |             | -           | -           | 119    | 15     |
| 2023-2024        | Kortrijk         | D1               | 22         | 0          | CB              | 2               | 0               | -                  | -                  | -                  | -           | -           | -           | 24     | 0      |
| 2024-feb. 2025   | Kortrijk         | D1               | 15         | 0          | CB              | 2               | 0               | -                  | -                  | -                  | -           | -           | -           | 17     | 0      |
| Totale Kortrijk  | Totale Kortrijk  | Totale Kortrijk  | 37         | 0          |                 | 4               | 0               |                    | -                  | -                  |             | -           | -           | 41     | 0      |
| feb.-giu. 2025   | Troyes           | L2               | 11         | 0          | CF              | 0               | 0               | -                  | -                  | -                  | -           | -           | -           | 11     | 0      |
| Totale carriera  | Totale carriera  | Totale carriera  | 178        | 25         |                 | 11              | 0               |                    | -                  | -                  |             | -           | -           | 189    | 25     |